# Petrovka (Vorónej)
Petrovka (en rus: Петровка) és un poble (un possiólok) de l'óblast de Vorónej, a Rússia, segons el cens del 2010 tenia 81 habitants.